# Gabriel Donew
Gabriel Donew (bulgarisch Габриел Донев, englisch Gabriel Donew; * 29. Juni 1996 in Sliwen) ist ein bulgarischer Tennisspieler.

## Karriere
Donew spielte zwischen 2011 und 2014 auf der ITF Junior Tour und erreichte dort als höchste Platzierung Rang 536 im Junioren-Ranking.
Sein erstes Profiturnier bestritt Donew 2013, er sammelte jedoch erst 2015 die ersten Punkte für die Tennisweltrangliste. Im Einzel erreichte er während seiner Karriere sechsmal das Halbfinale auf der ITF Future Tour und kletterte im Oktober 2019 auf seine Bestplatzierung von Rang 782.
Im Doppel war Donew ab 2018 regelmäßig in der Weltrangliste vertreten. 2022 gelang ihm mit dem Gewinn seines ersten Future-Titels erstmals der Sprung in die Top 1000. Insgesamt konnte er bis 2024 vier Doppeltitel auf der Future Tour gewinnen, wobei er mit Rang 533 seine beste Platzierung erreichte. Sein einziger Auftritt auf der ATP Challenger Tour endete 2024 beim Turnier in Segovia in der ersten Runde des Doppels.
Donew wurde 2019 erstmals in die bulgarische Davis-Cup-Mannschaft berufen. Dabei verlor er sein Match gegen Südafrika und 2021 auch gegen Mexiko.